# 拉伊莫·海尔米宁
拉伊莫·海尔米宁（芬蘭語：Raimo Helminen，1964年3月11日—），芬兰男子冰球运动员。他曾代表芬兰参加1984年、1988年、1992年、1994年、1998年和2002年冬季奥林匹克运动会冰球比赛，共获得一枚银牌和二枚铜牌。